# Поотсику
По́отсику (эст. Pootsiku) — деревня в волости Алутагузе уезда Ида-Вирумаа, Эстония. До 2017 года входила в состав ныне упразднённой волости Ийзаку.

## География
Деревня находится в южной части уезда, в пределах низменности Алутагузе, при автодороге 13112, к северу от реки Алайыги, на расстоянии примерно 32 километров (по прямой) к югу от посёлка Йыхви, административного центра уезда. Абсолютная высота — 42 метра над уровнем моря.
Климат деревни характеризуется как переходный от умеренно-морского к умеренно континентальному (Dfb в классификации климатов Кёппена).

## Население
По данным переписи населения 2011 года, в деревне проживало 14 человек (8 мужчин и 6 женщин), из которых эстонцы составляли 64,3 %.
Население деревни по возрастному диапазону распределилось следующим образом: 21,4 % — жители младше 18 лет, 50 % — между 18 и 65 годами и 28,6 % — в возрасте старше 65 лет.